# Mara bar Serapion
Mara bar Serapion (Samosata, forse I secolo d.C. – ...) è stato un filosofo e scrittore siro.

## Biografia
Trascritto anche Mara bar Sarapion, fu uno stoico che visse in Siria. È conosciuto soltanto per la lettera che scrisse in siriaco al figlio, anche lui di nome Serapione, nella quale si allude a Gesù Cristo. La lettera indica che la città di Mara fosse Samosata, l'odierna Samsat in Turchia. Mentre sembra che il suo luogo di prigionia fosse  Seleucia, nell'attuale Iraq, sulla sponda occidentale del fiume Tigri.
La prigionia di Serapione avvenne dopo l'annessione di Samosata da parte dei romani nel 72 d.C., ma prima del III secolo. La maggioranza degli studiosi la colloca poco dopo il 73 d.C. durante il I secolo.

## LaLettera di Mara bar Serapion
La lettera di Mara al figlio comincia con le parole: "Mara, figlio di Serapione, a Serapione, mio figlio: pace." 
La lettera fu composta tra il 73 d.C. e il III secolo. Ci furono tre occasioni in cui dei prigionieri furono prelevati da Samosata: nel 72 d.C. dai romani, nel 161-162 dai parti e nel 256 dai sasanidi; e vari studiosi hanno presentato indizi a favore di ciascuna di queste tre date. Robert Van Voorst, nonostante egli sia dell'opinione che la lettera fosse stata scritta nel II secolo, afferma che la maggior parte degli studiosi collochi la lettera poco dopo il 73 d.C., durante il I secolo.
La lettera ci è pervenuta in un manoscritto del VI o del VII secolo (BL Add. 14658) custodito presso la British Library di Londra. Documenti del XIX secolo attestano che questo manoscritto facesse parte di un gruppo di parecchi manoscritti (Nitrian Collection) ottenuti da Henry Tattam dal monastero di Santa Maria Deipara nel deserto di Nitria (Wadi el-Natrun) in Egitto, che furono acquistati dalla British Library nel 1843 e vennero pubblicati per la prima volta da William Cureton sempre nel XIX secolo.

## Il pensiero
Un certo numero di studiosi, tra gli altri Sebastian Brock, Fergus Millar, Ute Possekel e Craig A. Evans, affermano che Mara fosse pagano. Gerd Theissen sostiene che il riferimento di Mara ai nostri dei indica che egli non fosse né ebreo né cristiano, in quanto la lettera dice:
Walter A. Elwell e Robert W. Yarbrough affermano che Mara difficilmente sarebbe potuto essere un cristiano. Robert E. Van Voorst, d'altro canto, sostengono che i nostri dei fosse un riferimento singolo, fatto parlando dei suoi compagni prigionieri, e Mara può essere stato un monoteista. Van Voorst aggiunge due elementi che indicherebbero che Mara non fosse un cristiano. Il primo che non avesse citato le parole Gesù o Cristo. Il secondo, sostenuto anche da Chilton ed Evans, è che l'affermazione di Mara che Gesù continui a vivere, basata sulla saggezza dei suoi insegnamenti, in contrasto con il concetto cristiano che Gesù continui a vivere attraverso la sua resurrezione, indica che egli non fosse un cristiano.
Chilton ed Evans affermano anche che l'uso del termine saggio re riferendosi a Gesù, anziché avere usato un termine religioso, indica che la percezione degli eventi da parte di Mara si fosse formata su fonti non cristiane. Essi sostengono che il termine re dei giudei non fosse mai stato presente nella letteratura cristiana antica riferito a Gesù.
La lettera presenta alcune sue discussioni per mezzo di uno stile comparativo e si basa sulla cultura greca. L'ultimo paragrafo della lettera dice: